# Rundsteuertechnik
Die Rundsteuertechnik (englisch ripple control) ist eine Fernsteuerung über das vorhandene Stromversorgungsnetz. Dabei werden die Steuersignale über das Stromnetz ausschließlich von zentralen Rundsteuersendern an dezentrale Rundsteuerempfänger übermittelt.
Meist erhalten Stromverbraucher durch Energieversorgungsunternehmen (EVU) Informationen, etwa zur Umschaltung auf Niedertarifstrom. Weiterhin dienen die Daten dem Einspeisemanagement im Zuge der gesetzlichen Pflicht der dezentralen Stromerzeuger, sich am Netzmanagement zu beteiligen.
Die Rundsteuertechnik kann als einfacher und historischer Vorläufer der Powerline Communication (PLC) gesehen werden. Bei der Rundsteuertechnik wird aber, im Gegensatz zur PLC, nur unidirektional Daten mit sehr niedriger Datenrate als Broadcast versendet und Rundsteuersignale werden zentral vom Netzbetreiber für einen großen Versorgungsbereich wie beispielsweise ein Stadtgebiet, an einen zentralen Punkt wie einem Umspannwerk eingespeist. Rundsteuersignale können dabei über mehrere Spannungsebenen, wie vom Mittelspannungsnetz zu dem Niederspannungsnetz übertragen werden. Im Gegensatz dazu ist die PLC auf kurze Übertragungsstrecken innerhalb eines Niederspannungsnetzes oder eines Teilbereiches des Niederspannungsnetzes limitiert. Die PLC erlaubt bidirektionale Übertragung und verwendet wesentlich höhere Übertragungsfrequenzen, welche bis in den Megahertzbereich reichen.

## Prinzip

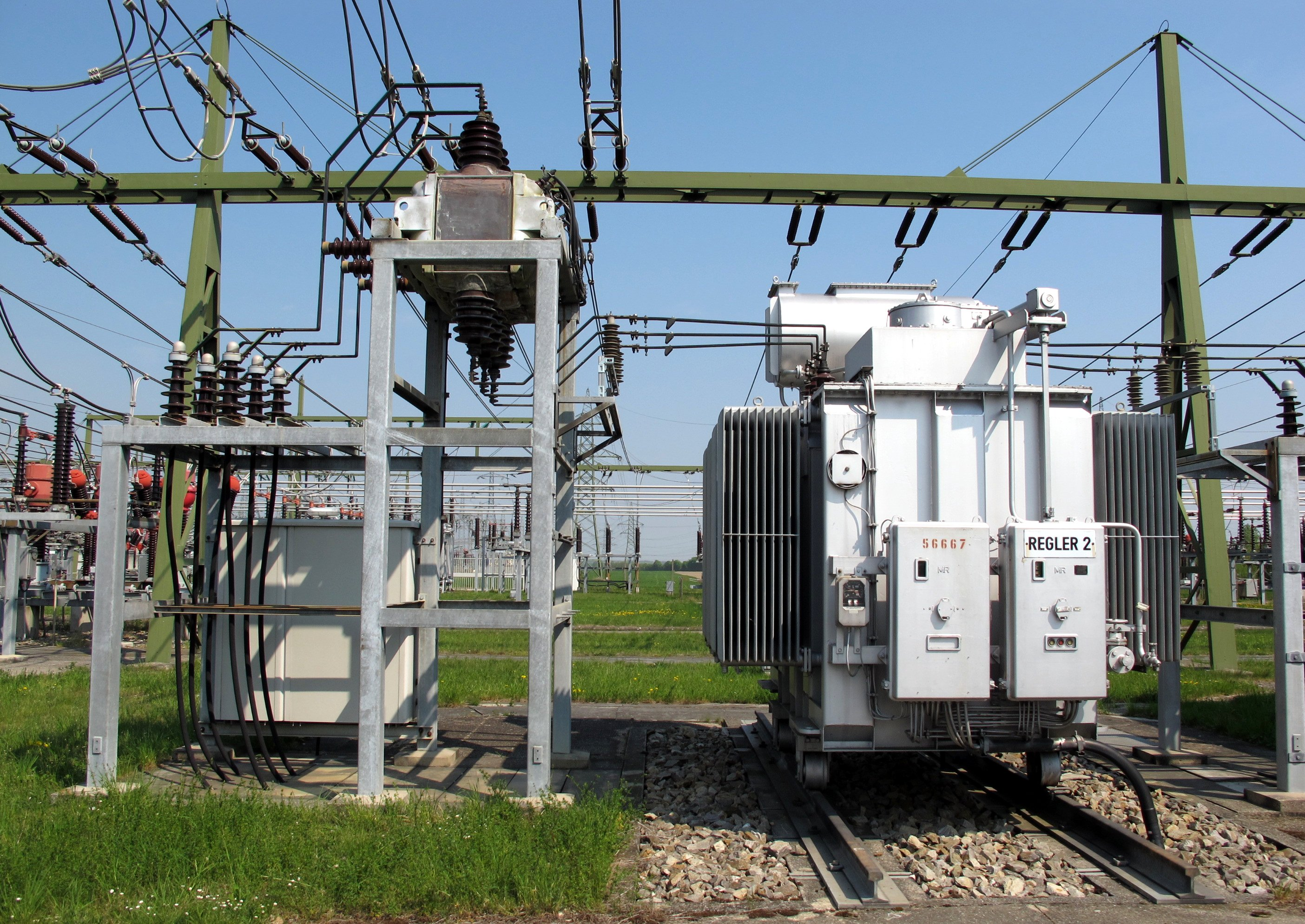
Einspeisewandler auf Mittelspannungsebene

Die Übertragung der Steuerbefehle erfolgt durch Impulsfolgen im Frequenzbereich von 110 Hz bis etwa 2000 Hz, die der Netzspannung mit einer Amplitude von ca. 1 bis 4 % der jeweiligen Nennspannung überlagert werden (zulässig sind frequenzabhängig bis zu 9 %). Die EVU-eigene Rundsteuerfrequenz wird zur Übertragung nach einem bestimmten Code (Impulsraster) ein- und ausgeschaltet, wodurch ein Impulstelegramm entsteht. Je nach eingesetztem Code sind diese Impulsraster unterschiedlich aufgebaut und liegen mit ihren kürzesten Laufzeiten bei 6,6 s (Decabit von Zellweger) und ihren längsten Laufzeiten im Minutenbereich.
Prinzipiell sind alle zentralen Punkte im Netz des EVU von der Niederspannungs- bis zur Hochspannungsebene zur Einspeisung des Impulstelegramms geeignet. Realisiert wird eine solche Einspeisung mit einer Sendeanlage, die aus einem Sender und einer Ankopplungseinrichtung besteht. Die Leistung eines Rundsteuersenders für Mittelspannungsankopplung liegt bei 80 bis 200 kVA, für Hochspannungsankopplung bei bis zu 2400 kVA. Rundsteuerung auf Hochspannungsebene ist seit Einführung von Steuerung über Glasfaser ungebräuchlich.
Normen und VDE-Empfehlungen geben vor, nach welchen Kriterien eine Rundsteuer-Sendeanlage zu dimensionieren bzw. zu betreiben ist und wie hoch die zu überlagernde Amplitude der Rundsteuerfrequenz maximal sein darf. Zum Beispiel werden in der Norm „EN 50 160“ die Grenzwerte und Toleranzen für die Spannungsqualität in öffentlichen Elektrizitätsversorgungsnetzen definiert. Welche Rundsteuerfrequenz bei einem deutschen EVU zum Einsatz kommt, wird vom VDEW-Frequenzberater vorgeschlagen. Alternativ dazu besteht auch die Funkrundsteuertechnik.
Folgende Systeme wurden und werden unter anderem in Europa eingesetzt:
- Ricontic
- Landis+Gyr
- Semagyr50
- SemagyrTOP
- RWE
- Sauter
- Pulsadis
- TELENERG
- Versacom
- ZPA
- ZAG 60
- ZAG 180
- Decabit
- Swistra

Durch die regional getrennten Märkte entstanden im Laufe des 20. Jahrhunderts weltweit verschiedene Systeme der Rundsteuertechnik mit technisch ähnlicher Funktion aber unterschiedlichen Bezeichnungen. Beispielsweise ist in Australien das dort eingesetzte Rundsteuersystem unter der Bezeichnung „Zellweger“ bekannt, da die Firma Zellweger den australischen Markt von Rundsteuerempfängern dominierte und sich die Firmenbezeichnung als allgemeiner Begriff für die Rundsteuertechnik etablierte.

## Empfänger

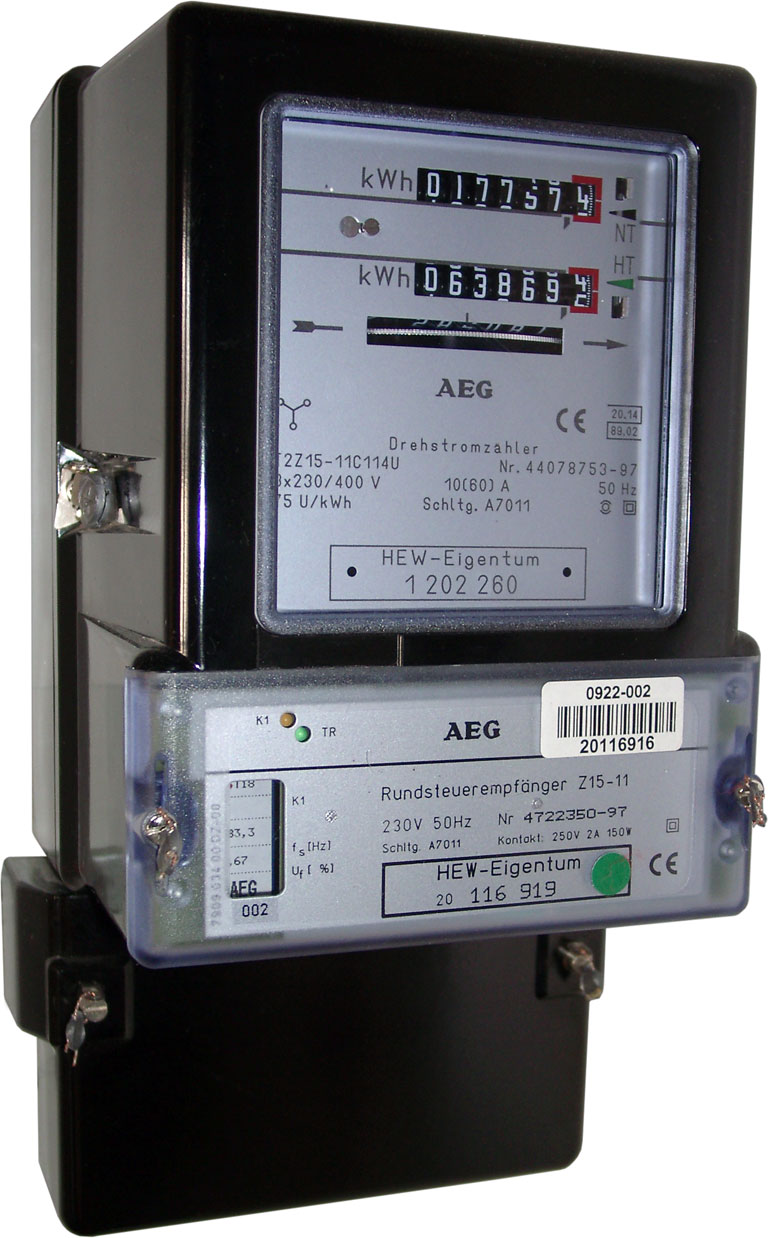
Doppeltarif-Drehstromzähler mit Rundsteuerempfänger zur Umschaltung

Dem fernzusteuernden Verbraucher ist ein spezieller Empfänger (Rundsteuerempfänger) vorgeschaltet, der die Impulstelegramme wieder aus dem Netz ausfiltert und daraus die gewünschte Steuerinformation ableitet. Der Rundsteuerempfänger kann auch in einem Zähler integriert oder in „Huckepack“-Bauweise auf dem Klemmendeckel eines Zählers montiert sein.

## Anwendung
Anwendung findet die netzgebundene Rundsteuertechnik vor allem in der Laststeuerung und in der Lastregelung, durch das EEG 2012 aber auch in der Einspeisesteuerung von Photovoltaik- und Windkraftanlagen.

### Laststeuerung

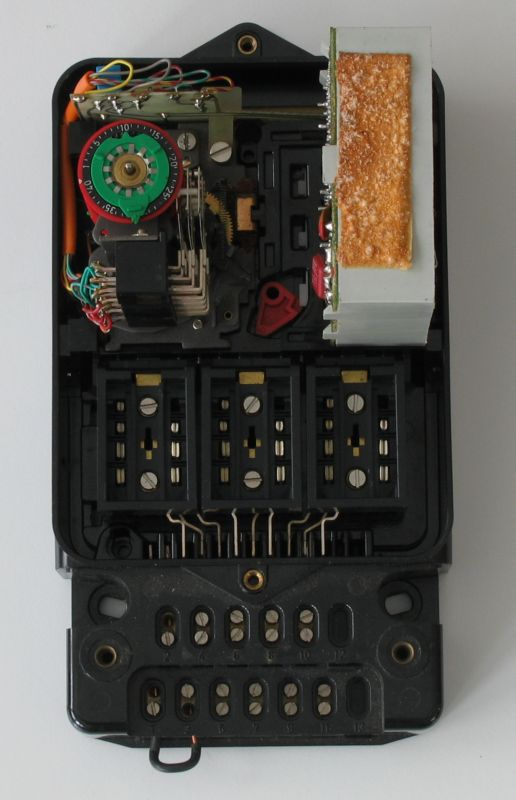
Geöffneter Rundsteuerempfänger (von Drehstromzähler getrennte Ausführung)

Die klassische Anwendung in der Laststeuerung ist die Umschaltung von speziellen Mehrtarif-Stromzählern in den so genannten Niedertarifstrom und gleichzeitiger Zuschaltung leistungsstarker Verbraucher beim Kunden, vornehmlich Warmwasserspeicher und Nachtspeicherheizungen. Zweck ist, überschüssige Kapazitäten der in der Leistung nur langsam regelbaren Kraftwerke in den so genannten Schwachlastphasen auszunutzen.
Auch Industrietarife und öffentliche Beleuchtungsanlagen (teilweise getrennt nach „Nacht-“ und „Halbnachtschaltung“) werden zum Teil darüber geschaltet. Der ursprüngliche Sinn dieser Nachtstromtarifumschaltung (durch Tarifschaltgeräte) bekommt durch die Liberalisierung im Strommarkt eine neue Bedeutung.
Weiterhin können störungsbedingte Änderungen in der Stromerzeugung und -verteilung mit der Rundsteuertechnik durch Eingriffe auf der Verbraucherseite – innerhalb gewisser Grenzen – aufgefangen werden. So kann z. B. ein selektiver Lastabwurf von weniger wichtiger Netzlast bei Leistungsmangel das Abschalten lebenswichtiger Verbraucher verhindern.
Spezielle mit einem Schütz gekoppelte Rundsteuerempfänger gestatten es, zu Inkassozwecken bei ausbleibenden Zahlungen die betreffende Kundenanlage ferngesteuert vom Netz zu trennen.

### Lastregelung
In einem Verteilnetz müssen die Erzeugung und der Verbrauch elektrischer Energie jederzeit übereinstimmen. Auch dürfen die Übertragungseinrichtungen nie überlastet sein. Üblicherweise bestimmt der Verbraucher, wann und wie viel Energie er dem Verteilnetz entnimmt. Das bedeutet, dass die Erzeugung in den Kraftwerken laufend angepasst werden muss. Mit Hilfe der Rundsteuerung besteht aber die Möglichkeit, den Verbrauch zu beeinflussen, indem Lasten ein- bzw. ausgeschaltet werden. Als Lasten eignen sich Speicherheizungen, Warmwasserbereiter und Wärmepumpen, weil diese für eine begrenzte Zeit ohne Energiezufuhr auskommen.
Zu diesem Zweck wird in der Rundsteueranlage eine Regelung eingesetzt, die laufend die verbrauchte Energie mit einem Sollwert vergleicht und, wenn notwendig, Lasten ein- oder ausschaltet. Die Regelung muss dabei berücksichtigen, dass alle Lasten gleichmäßig von Ausschaltungen betroffen sind.
Die Erzeugungs- und Verteilanlagen müssen für die maximal mögliche Leistung (Spitzenlast) gebaut werden. Durch eine Lastregelung können Lastspitzen reduziert werden. Somit können Erzeugungs- und Verteilanlagen besser ausgenutzt werden. An vorhandene Anlagen können weitere Verbraucher angeschlossen werden, ohne dass Investitionen zur Erhöhung der möglichen Spitzenlast nötig werden.

### Stufensteuerung von Einspeisern
Das EEG 2012 in seiner neuesten Fassung sieht vor, dass alle Photovoltaikanlagen mit einer installierten Leistung von mehr als 30 kW mit technischen Ausstattungen einzurichten sind, mit denen der Netzbetreiber jederzeit die Einspeiseleistung bei Netzüberlastung ferngesteuert reduzieren kann. Sowohl Funkrundsteuertechnik als auch Tonfrequenz-Rundsteuertechnik bietet Netzbetreibern eine Möglichkeit, EEG-Anlagen stufenweise (z. B. 100 %, 60 %, 30 % und 0 %) zu steuern und einer möglichen Netzüberlastung vorzubeugen.

### Alarmierung
Vor der Einführung von drahtlosen Meldegeräten (Funkmeldeempfänger, Mobilfunk usw.) wurden vereinzelt tragbare Rundsteuerempfänger zur Alarmierung bei Bereitschaftsdiensten und Feuerwehren eingesetzt. Diese Geräte gaben nach Aussendung eines speziellen Rundsteuertelegramms optisch und akustisch Alarm. Der zu alarmierende hatte sich dazu stets im Netzbereich des Versorgungsunternehmens an einem Standort aufzuhalten, an dem Netzspannung zur Verfügung stand, und musste seinen Rundsteuerempfänger an das Stromnetz anschließen.
Beispiel:

Von 1962 bis 1979 wurde bei der Feuerwehr Landau in der Pfalz die Rundsteuertechnik als Alarmierungssystem genutzt. Dazu wurden die Alarmierungssignale in Form von verschiedenen Impulskombinationen zentral ins Stromnetz eingespeist. Entsprechend aufgebaute Empfänger, bestehend aus verschiedenen Relais, die auf die Steuerfrequenz abgestimmt waren, konnten dann an jeder beliebigen Stelle des Stromnetzes angeschlossen werden. Sobald die Impulskombination durch das Stromnetz geschickt wurde, die beim Empfänger eingestellt war, wurde im Empfänger ein Steuerausgang aktiviert und ein Alarmsignal ausgelöst. Da dieses Alarmierungssystem ortsgebunden war und die Feuerwehrleute nur dort erreichen konnte, wo der Empfänger an das Stromnetz angeschlossen war, wurde die Alarmierung über Rundsteuertechnik 1979 durch ein Alarmierungssystem von Funkmeldeempfängern und Sirenen ersetzt, das über Funk ausgelöst wird und noch heute in Betrieb ist.

## Analysemöglichkeiten
Die Analyse von Rundsteuersignalen DX ist mit speziellen Geräten oder mit Hilfe der PC-Soundkarte möglich. Hierzu wird auf dem PC ein FFT-Analyseprogramm installiert und der Soundkarteneingang über einen Kondensator an die Sekundärwindung eines Sicherheitstransformators mit einer Ausgangsspannung von bis zu 3 Volt angeschlossen. Auf diese Weise können auch Rundsteuersignale weit entfernter EVUs empfangen werden.